# Антіош
Антіош (фр. Pertuis d'Antioche — буквально «Антіохійський шлюз») — протока на західному узбережжі Біскайської затоки Атлантичного океану між французькими островами Іль-де-Ре та Олерон, зі східного боку департаменту Нижньої Шаранти. Складова частина Баскськийского рейду, де відбувся легендарний бій між французькою ескадрою адмірала Захарії Альмана та ескадрою британського адмірала Джеймса Гамбьє.
Під час наполеонівських воєн протоку було укріплено; головною її цитаделлю став Форт Байяр. Після поразки при Ватерлоо Наполеон намагався втекти до США, минаючи Пертюі д'Антіош, але вирішив здатися через блокаду протоки англійським флотом і був відправлений на заслання на острів Святої Єлени.
Під час Другої світової війни війська вермахту окупували узбережжя та створили там потужну систему оборони, залишки якої збереглися до сьогодні.